# Fred Keller (accademico)
Fred Simmons Keller (Rural Grove, 2 gennaio 1899 – Chapel Hill, 2 febbraio 1996) è stato uno psicologo e pedagogista statunitense.

## Biografia
Figlio di Vrooman Barney Keller e Minnie Vanderveer Simmons, nacque in una fattoria vicino Rural Grove, nella contea di Montgomery nello Stato di New York, e lasciò il liceo per diventare telegrafista della Western Union, prima a Saranac Lake e poi a Wellsville. Nel gennaio del 1918, verso la fine della prima guerra mondiale, si arruolò nell'esercito degli Stati Uniti d'America, servendo nel corpo di spedizione statunitense in Francia e in Germania; nell'agosto del 1919 venne congedato con il grado di sergente.
Nel 1920 venne ammesso al Collegio di Tufts, dove, sotto la guida di Robert Cheanault Givler, si interessò alla psicologia e alla filosofia. Dopo anni di scarso rendimento universitario e un'esperienza lavorativa ad Andover, nel 1926 sposò Constance "Connie" Ricketts e si laureò in psicologia, trasferendosì all'Università di Harvard — dove conobbe ed ebbe per collega universitario Burrhus Frederic Skinner e per professori Edwin Boring e Walter Samuel Hunter — per specializzarsi nel 1928 e conseguire il dottorato di ricerca nel 1931; l'anno successivo divorziò dalla moglie. Durante la grande depressione riuscì a trovare lavoro all'Università di Colgate in qualità di istruttore, si sposò nel 1936 con Frances Veronica Scholl, da cui ebbe nel 1937 la primogenita Anne Simmons Keller; nello stesso anno scrisse un breve saggio di storia e di sistemi di psicologia che gli assicurò nel 1938 l'assunzione all'Università della Columbia; in questo periodo lesse The Behavior of Organisms di Skinner, che ebbe una profonda influenza su di lui e ne segnò tutto il suo successivo lavoro accademico e scientifico. Il 9 luglio del 1941 nacque il suo secondogenito John Vanderveer Keller, che è diventato anch'egli psicologo oltre che consulente aziendale. Nel 1942 Keller venne nominato assistente universitario.
Con lo scoppio della seconda guerra mondiale, Keller utilizzò la propria esperienza di telegrafista e la propria conoscenza della teoria del rinforzo per effettuare degli esperimenti che andassero a migliorare le capacità dei radiofonisti nell'uso del codice Morse; insieme ad alcuni colleghi dell'Università della Columbia sviluppò così il metodo Code-Voice, che venne adottato nel 1943 dal corpo della comunicazione dell'esercito statunitense. Divenuto professore associato nel 1946, creò nello stesso anno con William Nathan Schoenfeld il primo corso in laboratorio di introduzione alla psicologia, in cui gli studenti imparavano i principi del rinforzo utilizzando direttamente i ratti bianchi come soggetti di studio. Nel 1948 venne insignito dal presidente Harry Truman del certificato al merito per il lavoro svolto con il metodo Code-Voice.
Nel 1950, nominato professore ordinario, scrisse a quattro mani con Nat Schoenfeld Principles of Psychology, un libro di testo universitario che sottolineava l'importanza del metodo scientifico in psicologia e che indirizzò molti studenti al comportamentismo di stampo skinneriano. Designato direttore del dipartimento di psicologia dal 1959 al 1962, nel 1961 accettò l'invito del programma Fulbright di insegnare all'Università di San Paolo, dove, insieme a Rodolfo Azzi, aprì un laboratorio simile a quello che aveva creato all'Università della Columbia; in questo periodo ebbe come studente, tra gli altri, Isaías Pessotti. Nel 1963 fu chiamato a istituire il dipartimento di psicologia dell'Università di Brasilia, fondata un anno prima, dove sviluppò il sistema di istruzione personalizzata (PSI), un metodo di educazione autodidatta che si concentrava sull'abilità dello studente di perseguire specifici obiettivi del corso utilizzando la teoria del rinforzo. Arrivato il pensionamento attraverso la nomina a professore emerito nel 1964, tornò all'Università di Brasilia con tre collaboratori — Azzi, Carolina Martuscelli Bori e John Gilmour "Gil" Sherman — al fine di mettere in pratica il sistema di istruzione personalizzata da lui concepito; tuttavia, l'instaurazione della dittatura militare brasiliana costrinse Keller e Sherman a fare ritorno negli Stati Uniti, mentre Azzi e Martuscelli Bori applicavano il sistema con sessanta studenti universitari.
Keller raffinò, dal 1964 al 1967, il proprio metodo di istruzione personalizzata all'Università statale dell'Arizona, trasferendosi successivamente all'istituto di ricerca comportamentale di Silver Spring. Nel 1968 fu chiamato in qualità di professore invitato all'Università del Michigan Occidentale, rimanendovi come professore aggiunto fino al 1973; nel 1970 ricevette il premio per l'insegnamento dall'associazione statunitense di psicologia e nel 1972 partecipò al convegno internazionale "Recenti sviluppi nella psicologia dell'apprendimento" organizzato da Ettore Caracciolo presso il Centro Europeo dell'Educazione di Villa Falconieri a Frascati. Sempre in quel periodo, gli furono affidati dei brevi incarichi all'Università cristiana del Texas — nell'autunno del 1973 — e all'Università statale del Colorado. A partire dal 1974 e per i due anni successivi fu consulente al centro d'istruzione personalizzata dell'Università di Georgetown, lasciando ogni incarico nel 1976 per stabilirsi ad Aiken. Tuttavia, nel 1980 riprese a lavorare come professore di ricerca aggiunto presso l'Università della Carolina del Nord a Chapel Hill fino ai primi anni novanta. Nel 1994 partecipò al secondo congresso internazionale sul comportamentismo organizzato da Paolo Moderato a Palermo.
Negli ultimi anni di vita soffrì di un carcinoma della vescica.

## Opere
- Fred Simmons Keller, The Definition of Psychology, New York, D. Appleton & Company, 1937.
- Fred Simmons Keller e William Nathan Schoenfeld, Principles of Psychology: A Systematic Text in the Science of Behavior, New York, Appleton-Century-Crofts, 1950.
- Fred Simmons Keller, Learning: Reinforcement Theory, New York, Doubleday, 1954.
  -  Apprendimento e teoria del rinforzo, traduzione di Franco Marini, Cagliari, Società Poligrafica Sarda, 1969.
- Fred Simmons Keller, Selected Readings in the History of Psychology: A PSI Companion, Roanoke, Scholars Press, 1973.
- Fred Simmons Keller e Emilio Ribes Iñesta, Behavior Modification: Applications to Education, New York, Academic Press, 1974.
- Fred Simmons Keller e John Gilmour Sherman, PSI, the Keller Plan Handbook: Essay on A Personalized System of Instruction, Menlo Park, W. A. Benjamin, 1974.
- Fred Simmons Keller, Summers and Sabbaticals: Selected Papers on Psychology and Education, Champaign, Research Press, 1977.
- Fred Simmons Keller, Pedagogue's Progress, Lawrence, TRI Publications, 1982.
- Fred Simmons Keller e John Gilmour Sherman, The PSI Handbook: Essays on Personalized Instruction, Lawrence, TRI Publications, 1982.
- Fred Simmons Keller, Pedro Preguiça vai à escola, San Paolo, Edicon, 1987.
- Fred Simmons Keller, At My Own Pace: The Autobiography of Fred S. Keller, a cura di Jon S. Bailey, Mary R. Burch, Anthony Charles Catania e Jack Michael, Cornwall-on-Hudson, Sloan Publishing, 2009.